# Abdul Frašeri
Abdul Frašeri (alb. Abdyl Frashëri) (Frašer, Parmet, Osmansko carstvo 1839 − Istanbul, Osmansko carstvo 23. oktobar 1892), Albanac po nacionalnoj pripadnosti, je bio diplomata, političar, pisac i jedan od osnivača Prizrenske lige. Najstariji je od trojice braće Frašeri (Sami Frašeri, Naim Frašeri i Abdul Frašeri) koji su imali važnu ulogu u događajima koji su poznati kao Albanski narodni preporod.